# Drôme (Calvados)
Il Drôme è un fiume francese che scorre nella regione del Calvados e della Manche. È un affluente della riva sinistra dell'Aure, quindi un sotto-affluente del Vire. Si getta nell'Aure all'altezza di Maisons, a valle di Bayeux.